# اندی لونرگان
اندی لونرگان (انگلیسی: Andy Lonergan؛ زادهٔ ۱۹ اکتبر ۱۹۸۳) یک بازیکن فوتبال اهل بریتانیا است که برای باشگاه فوتبال اورتون بازی می‌کند.